# 一个青年艺术家的画像
《青年藝術家的畫像》（A Portrait of The Artist as a Young Man），是喬伊斯自傳體小說，1904年開始執筆，最早的書名叫《斯蒂芬英雄》，1911年事業的不順讓喬伊斯大為灰心，竟將這份書稿投入火爐內，被他的妹妹搶救起來，1916年集書出版，其間多次被退稿，理由是“這本書寫得還不錯，但它不會賣座”、“它太不著邊際，缺乏形式，沒有限制，而且作者又毫不遮掩地描繪醜陋的事物，使用髒話……大家會一致認為這種觀點是有點下流的……而且在書的結尾處，顯得極度凌亂”。在美國詩人艾兹拉·庞德（Ezra Pound）的鼓勵下從1914年2月2日開始在《利己主義者》（The Egoist）雜誌上分25次連載，至次年9月止。全書共分五章，主要敘述主角斯蒂芬．迪達勒斯（Stephen Dedalus）由童年、少年、青少年乃至於青年時期的各階段成長，走向成熟，包含他被毒打、嫖妓（一說喬伊斯因嫖妓而患有梅毒）、與一位少女的邂逅，最後這位青年看清都柏林社會、宗教、文化不可能容忍他這樣的藝術家，終於不顧一切遠走高飛。喬伊斯接下來的巨著如《尤利西斯》與《芬尼根的守灵夜》都是本書的續篇。